# Bataille des Rice Boats

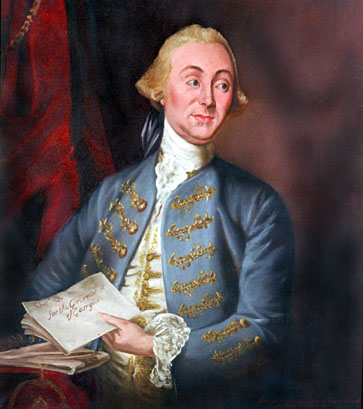
le gouverneur Wright

La bataille des Rice Boats, également appelée la bataille de Yamacraw Bluff, est une bataille terrestre et navale de la guerre d'indépendance américaine qui s'est déroulée sur et autour de la rivière Savannah, à la frontière entre la province de Géorgie et la province de Caroline du Sud. Les 2 et 3 mars 1776, la bataille opposa les milices patriotes de Géorgie et de Caroline du Sud à une petite flotte de la Royal Navy.

## Contexte
En décembre 1775, l'armée britannique est assiégée dans Boston. Ayant besoin de vivres, une flotte de la Royal Navy a été envoyée en Géorgie pour acheter du riz et d’autres fournitures. L'arrivée de cette flotte a incité les rebelles coloniaux qui contrôlaient le gouvernement géorgien à arrêter le gouverneur royal britannique, James Wright, et à résister à la saisie britannique et au départ des navires de ravitaillement ancrés à Savannah. Certains des navires de ravitaillement ont été incendiés pour empêcher leur saisie, mais la plupart ont été repris avec succès par les Britanniques.
Le gouverneur Wright s’est échappé et a atteint un des navires de la flotte en toute sécurité. Son départ marque la fin du contrôle britannique sur la Géorgie, bien que celui-ci a été brièvement rétabli lorsque les Britanniques ont repris Savannah en 1778. De 1779 à 1782, Wright gouverne la ville à nouveau. Les troupes britanniques se retirent finalement dans les derniers jours de la guerre.

## Source
- (en) Cet article est partiellement ou en totalité issu de l’article de Wikipédia en anglais intitulé « Battle of the Rice Boats » (voir la liste des auteurs).